# Give Me Love (Give Me Peace on Earth)
Give Me Love (Give Me Peace on Earth) är en låt av George Harrison lanserad 1973 på albumet Living in the Material World. Den var albumets inledande låt och släpptes också som dess första singel tre veckor innan det lanserades. Låten blev en av Harrisons större hitsinglar och topp tio-noterades i flera länder. I USA knuffade den ner den forne bandkollegan Paul McCartneys ballad "My Love" från förstaplatsen på Billboard Hot 100-listan.
Förutom Harrison medverkar Klaus Voormann, Nicky Hopkins, Jim Keltner och Gary Wright på studioversionen. Låtens text är tydligt präglad av Harrisons spirituella sökande.

## Listplaceringar
- Billboard Hot 100, USA: #1[1]
- UK Singles Chart, Storbritannien: #8[2]
- RPM, Kanada: #9[3]
- Nederländerna: #7[4]
- VG-lista, Norge: #7[5]